# Боже (Рона)
Боже (фр. Beaujeu) насеље је и општина у источној Француској у региону Рона-Алпи, у департману Рона која припада префектури Вилфранш сир Саон.
По подацима из 2011. године у општини је живело 2.042 становника, а густина насељености је износила 114,4 становника/km². Општина се простире на површини од 17,85 km². Налази се на средњој надморској висини од 293 метара (максималној 880 m, а минималној 277 m).

## Демографија
| 1962. | 1968. | 1975. | 1982. | 1990. | 1999. | 2011. |
| ----- | ----- | ----- | ----- | ----- | ----- | ----- |
| 2.157 | 2.253 | 2.179 | 1.953 | 1.874 | 1.905 | 2.042 |

График промене броја становника у току последњих година